# Cmentarz Podwyższenia Krzyża Świętego w Toruniu
 Cmentarz Podwyższenia Krzyża Świętego w Toruniu (zwany powszechnie jako cmentarz w Kaszczorku) – czynny cmentarz parafialny, administrowany przez parafię Podwyższenia Krzyża Świętego. Zajmuje powierzchnię 1,59 ha. Znajduje się przy ul. Turystycznej 49-51 w Kaszczorku w Toruniu.
W centrum starej części cmentarza znajduje się ceglana kapliczka, pod którą pochowano ks. Stefana Paluszyńskiego, pierwszego powojennego proboszcza parafii Podwyższenia Krzyża Świętego w Toruniu.
Cmentarz wpisany jest do gminnej ewidencji zabytków (nr 2176).

## Historia
Cmentarz został założony w 1848 roku. Zastąpił stary cmentarz znajdujący się przy kościele pw. Podwyższenia Krzyża Świętego. Na mapach figuruje co najmniej od 1878 roku. Najstarsze zachowane groby pochodzą z 1. poł. XX wieku. Początkowo liczył 0,46 ha powierzchni. Na początku XXI wieku powierzchnia cmentarza została powiększona o 1,13 ha.

## Pochowani
Spoczywają tu m.in.:
- ks. Stanisław Paluszyński (1893–1980) - pierwszy powojenny proboszcz parafii Podwyższenia Krzyża Świętego w Toruniu[1]
- Andrzej Wilczyński (1928–1988) – żołnierz Armii Krajowej[1]
- Jadwiga Głowacz – zesłanka Sybiru[1]